# Epilobium sinense
Epilobium sinense là một loài thực vật có hoa trong họ Anh thảo chiều. Loài này được H.Lév. mô tả khoa học đầu tiên năm 1907.